# Spřežka (pravopis)
Spřežka je spojení dvou nebo několika písmen (grafémů) na označení jedné hlásky. Jedná se o rozšířený způsob, jak se pravopis různých jazyků vyrovnává s nedostatkem grafémů (písmen) k vyjádření všech potřebných fonémů (hlásek). V češtině se dlouhou dobu používaly různé varianty spřežkového pravopisu, přestože Jan Hus navrhl již na začátku 15. století diakritický pravopis. V současné češtině je nejpoužívanější spřežkou ch; spřežka dž se až na výjimky (džbán) používá pro psaní přejatých slov (z nichž některá však již tvoří pevnou součást slovní zásoby – džem, džus, džíny, džungle aj.); spřežka dz se vyskytuje ojediněle (Dzbel, rendzina), zejména v cizích vlastních jménech.

## Použití
Protože latina měla poměrně chudý repertoár souhlásek, pravopisy jazyků, které používají latinku, používají různé metody, jak zapsat potřebné hlásky:
- spřežky
- slitky (Æ, W je slitek VV, německé ostré s je slitkem sz v gotickém písmu)
- diakritická znaménka
- výpůjčky z jiných písem (dokonce i Y a Z jsou výpůjčky z řeckého písma) – Þ a ð v islandštině
- nově vytvořená písmena U, J

## Příklady spřežek v různých jazycích
- čeština ch
- slovenština dz, dž, ch
- němčina např. ch, sch, tsch
- angličtina např. sh, ch, ng, "th"
- polština ch, cz, sz, rz, dz, dż
- maďarština gy, ly, ny, ty cs, dz, dzs, sz, zs
- nizozemština se vyznačuje množstvím samohláskových spřežek jako oe, aa, ee, atd. ch, sj, tsj, apod.